# Веезенмайер, Эдмунд
Эдмунд Веезенмайер (нем. Edmund Veesenmayer; 12 ноября 1904, Бад-Киссинген, Германская империя, — 24 декабря 1977, Дармштадт, ФРГ) — немецкий политический деятель.

## Биография
Был сыном преподавателя реального училища в Оберштауфене, куда семья переехала в 1910 году. В 1923—1926 годах изучал в Мюнхене общественно-политические науки, а с 1926 года учился в докторантуре. В 1928 году получил степень доктора общественно-политических наук и стал доцентом Мюнхенского технического университета и Берлинской школы экономики. В 1932 году познакомился с Вильгельмом Кепплером и вступил в НСДАП (членский билет № 873780), где занялся экономическими вопросами. С апреля 1934 года стал референтом Кепплера, благодаря чему завязал отношения с влиятельными представителями деловых кругов. В июне 1934 года вступил также в СС (личный номер 202122).
13 сентября 1936 года Веезенмайеру был присвоен чин унтерштурмфюрера СС, 30 января 1937 года — оберштурмфюрера.
С июля 1937 года Кепплер стал руководителем подготовки аншлюса. В качестве его заместителя Веезенмайер сыграл крупную роль в отстранении от власти гауляйтера Австрии Йозефа Леопольда. 9 ноября стал гауптштурмфюрером СС. В феврале 1938 года по приглашению Иоахима фон Риббентропа перешел на работу в Имперское министерство иностранных дел Германии в ранге посланника. С марта по июнь снова работал референтом Кепплера, ставшего имперским комиссаром Вены. 12 марта произведен в штандартенфюреры СС. Вскоре стал членом правления венских акционерных обществ Donauchemie AG и Länderbank AG.
В ноябре 1938 — марте 1939 года по поручению Риббентропа несколько раз выезжал в Братиславу с посредническими и разведывательными целями. Не соглашаясь с Артуром Зейсс-Инквартом и Йозефом Бюркелем, настаивал на кандидатуре Йозефа Тисо как будущего руководителя марионеточного правительства Словакии. В августе 1939 года направлен в Данциг для организации провокаций с целью нагнетания напряженности в немецко-польских отношениях. В марте 1940 года был привлечен к подготовке восстания в Ирландии с целью её отделения от Великобритании.
В апреле 1941 года командирован в Загреб для активизации хорватских националистов. После того, как Владко Мачек отказался возглавить марионеточное правительство Хорватии, Веезенмайер высказался за кандидатуру Анте Павелича. В 1941—1942 годах несколько раз приезжал в Сербию и Хорватию, в частности, для оказания помощи в борьбе против партизан. Решительно призвал к депортации сербских евреев. 22 января 1942 года получил чин оберфюрера СС. В 1943 году безуспешно пытался склонить Йозефа Тисо к возобновлению депортации словацких евреев.
Весной и осенью 1943 года посещал Венгрию для изучения политической ситуации. Предупреждал Риббентропа и Гитлера о шаткости венгерского положения и рекомендовал вмешаться. 15 марта 1944 года стал бригадефюрером СС, чрезвычайным и полномочным посланником I класса, и был направлен в Венгрию в качестве представителя Третьего рейха с неограниченными полномочиями, по сути дела — диктатора: именно Веезенмайер решал все вопросы гражданской администрации в стране, а за адмиралом Хорти и его правительством были оставлены лишь чисто представительские функции.
9 апреля состоялась беседа Гитлера, Риббентропа и Веезенмайера о защите экономических интересов Германии в Венгрии.
13 июня Веезенмайер послал в МИД телеграмму, в которой говорилось: «С Карпат и из Трансильвании… вывезено 289357 евреев в 92 составах из 45 вагонов каждый». 15 июня в телеграмме на имя Риббентропа Веезенмайер сообщил, что на данный момент в рейх доставлено около 340000 евреев, и при отсутствии срывов к концу июля количество депортированных евреев удвоится. Также он заявил, что после того, как число депортированных евреев достигнет 900000, еврейский вопрос будет решен окончательно.
В марте 1945 года покинул Венгрию и в середине мая сдался в Зальцбурге американцам. По делу Вильгельмштрассе был приговорен к 20 годам тюремного заключения. 31 января 1951 года верховный комиссар США Джон Макклой смягчил приговор для большинства обвиняемых по делу. Согласно этому решению, срок заключения Веезенмайера сокращался до 10 лет. В декабре того же года Веезенмайер был амнистирован.
В 1953 году британская разведка распространила информацию о контактах Веезенмайера с кружком Наумана — организацией бывших нацистов, планирующих проникнуть в СвДП. Вскоре после этого Веезенмайер возглавил немецкое представительство французской фирмы Pennel & Flipo и вплоть до самой смерти жил в Дармштадте.

## Награды
- Крест «За военные заслуги» 2-го и 1-го класса с мечами
- Рыцарский крест Креста «За военные заслуги» с мечами (1944)
- Медаль «За выслугу лет в CC» 4-й и 3-й степени

## В литературе
- Является одним из персонажей романа «Альтернатива» (1973) из цикла о советском разведчике Штирлице писателя Юлиана Семёнова .